# Gare de La Douzillère
La gare de La Douzillère est une gare ferroviaire française de la ligne de Joué-lès-Tours à Châteauroux, située sur le territoire de la commune de Joué-lès-Tours, dans le département d'Indre-et-Loire, en région Centre-Val de Loire.

## Situation ferroviaire
Établie à 91 m d'altitude, la gare de La Douzillère est située au point kilométrique 244,100 de la ligne de Joué-lès-Tours à Châteauroux entre les gares de Joué-lès-Tours et Montbazon.

## Histoire
La gare a été ouverte vers 1998, en remplacement de la halte de La Rabaterie, située un kilomètre plus loin, qui avait été mise en service le 15 juillet 1878.

## Services voyageurs

### Accueil
Halte SNCF, c'est un point d'arrêt non géré (PANG) disposant de panneaux d'informations et d'abris de quais.

### Dessertes
La Douzillère est desservie par des trains du réseau TER Centre-Val de Loire qui circulent sur la ligne n° 31 entre les gares de Tours et Loches, via la gare de Reignac.

### Intermodalité
Un parking pour les véhicules ainsi que pour les vélos y est aménagé. Un arrêt de bus se trouve à proximité de la gare.
La station Lycée Jean Monet, terminus sud de la ligne A du tramway de Tours est située à proximité (350 m environ).